# サウスダコタ州第2選挙区
サウスダコタ州第2選挙区(さうすだこたしゅうだい2せんきょく、英語: South Dakota's 2nd congressional district)は、かつて存在したアメリカ合衆国連邦下院の選挙区。定数1人の小選挙区制。1913年3月4日に設置され、1983年1月3日に廃止された。

## 概要
1910年の国勢調査でサウスダコタ州に配分される議席が2議席から3議席へと増加した。1912年選挙から定数2の全州選挙区が廃止され、南東部の第1選挙区、北東部の第2選挙区、西部の第3選挙区が設置された。1930年の国勢調査で議席が3議席から2議席へ減少した。1933年に第3選挙区が廃止されるとともに、選挙区の改編が行われ、旧第3選挙区の地域に第2選挙区が設置され、旧第1・旧第2選挙区の地域に第1選挙区が設置された。その後、東部地域の人口増加に伴い、選挙区改編が行われ、次第に面積を拡大させていった。
1980年の国勢調査でサウスダコタ州に配分される議席が1議席となり、第2選挙区が廃止され、定数1の全州選挙区が再設置された。

### 区域の変遷
- 1913年〜1933年：州北東部の地域。以下の郡が選挙区に含まれていた。

ビードル郡、ブルッキングズ郡、ブラウン郡、キャンベル郡、クラーク郡、コディントン郡、デイ郡、ドゥール郡、エドマンズ郡、フォーク郡、グラント郡、ハムリン郡、ハンド郡、ヒューズ郡、ハイド郡、キングスベリー郡、マーシャル郡、マクファーソン郡、ポッター郡、ロバーツ郡、スピンク郡、ウォルワース郡
- 1933年〜1967年：ミズーリ川以西の州西部地域[1]。以下の郡が選挙区に含まれていた。

ベネット郡、ビュート郡、コーソン郡、カスター郡、デューイ郡、フォールリバー郡、グレゴリー郡、ハーコン郡、ハーディング郡、ジャクソン郡、ジョーンズ郡、ローレンス郡、ライマン郡、ミード郡、メレット郡、ペニントン郡、パーキンズ郡、スタンリー郡、トリップ郡、ジーバック郡の20郡
未組織郡：アームストロング郡、シャノン郡(現オグラララコタ郡)、トッド郡、ワシャボー郡、ワシントン郡
- 1967年〜1973年：州中央地域・西部地域[5]

以下の20郡が組み込まれ、第2選挙区は全40郡と未組織郡3郡(シャノン郡、トッド郡、ワシャボー郡)から構成されるようになった。
オーロラ郡、ビードル郡、ブリュレ郡、バッファロー郡、キャンベル郡、チャールズミックス郡、デイビソン郡、ダグラス郡、エドマンズ郡、フォーク郡、ハンド郡、ヒューズ郡、ハイド郡、ジェロールド郡、マクファーソン郡、ポッター郡、サンボーン郡、スピンク郡、サリー郡、ウォルワース郡
- 1973年〜1983年：東部の21郡を除く全地域[6]

バナム郡、ハンソン郡、マイナー郡の3郡が選挙区に編入され、第2選挙区は全43郡と未組織郡3郡から構成されるようになった。